# Xenortholitha propinguata
Xenortholitha propinguata là một loài bướm đêm trong họ Geometridae.